# Football Club des Girondins de Bordeaux 1998-1999
Questa voce raccoglie le informazioni riguardanti il Football Club des Girondins de Bordeaux nelle competizioni ufficiali della stagione 1998-1999.

## Stagione
In campionato il Bordeaux lottò contro l'Olympique Marsiglia per la conquista del titolo, proponendosi per primo al comando della classifica e concludendo il girone di andata a pari merito con gli avversari. Per tutta la tornata conclusiva i girondini, vincitori dello scontro diretto, si alternarono al vertice con i foceensi fino alla terzultima giornata, quando assunsero definitivamente il comando della classifica; il titolo venne ratificato in extremis, con una vittoria nell'ultima gara contro il Paris Saint-Germain risolta da una rete allo scadere di Pascal Feindouno.
Eliminato al primo turno di entrambe le coppe nazionali, in Coppa UEFA il Bordeaux giunse ai quarti di finale eliminando Rapid Vienna, Vitesse e Grasshoppers: la vittoria all'andata contro il Parma venne vanificata da una pesante sconfitta per 6-0 al Tardini.

## Maglie e sponsor
Lo sponsor tecnico per la stagione 1998-1999 è Le Coq Sportif, mentre lo sponsor ufficiale è Waïti Jus de Fruit.
| Casa | Trasferta | Terza |

## Organigramma societario
Area direttiva
- Presidente: Jean-Louis Triaud e Jean-Didier Lange

Area tecnica
- Allenatore: Élie Baup
- Allenatore in seconda: Éric Bedouet
- Preparatore atletico: Éric Bedouet
- Preparatore dei portieri: Dominique Dropsy

Area sanitaria
- Medico sociale: Serge Dubeau
- Massaggiatore: Marc Vernet

## Rosa
| N. |                        | Ruolo | Calciatore              |
| -- | ---------------------- | ----- | ----------------------- |
| 1  | Francia (bandiera)     | P     | Marc Delaroche          |
| 2  | Francia (bandiera)     | D     | David Jemmali           |
| 3  | Spagna (bandiera)      | D     | Víctor Torres Mestre    |
| 4  | Jugoslavia (bandiera)  | D     | Niša Saveljić           |
| 5  | Francia (bandiera)     | D     | Romain Ferrier          |
| 6  | Paesi Bassi (bandiera) | C     | Kiki Musampa            |
| 7  | Francia (bandiera)     | C     | Michel Pavon (capitano) |
| 8  | Francia (bandiera)     | C     | Johan Micoud            |
| 9  | Francia (bandiera)     | A     | Lilian Laslandes        |
| 10 | Algeria (bandiera)     | C     | Ali Benarbia            |
| 11 | Francia (bandiera)     | A     | Sylvain Wiltord         |
| 14 | Francia (bandiera)     | D     | François Grenet         |

| N. |                           | Ruolo | Calciatore       |
| -- | ------------------------- | ----- | ---------------- |
| 15 | Francia (bandiera)        | C     | Cédric Anselin   |
| 16 | Francia (bandiera)        | P     | Ulrich Ramé      |
| 17 | Francia (bandiera)        | C     | Bruno Da Rocha   |
| 18 | Costa d'Avorio (bandiera) | C     | Lassina Diabaté  |
| 19 | Guinea (bandiera)         | A     | Kaba Diawara     |
| 21 | Togo (bandiera)           | D     | Kodjo Afanou     |
| 23 | Francia (bandiera)        | D     | Pascal Philippe  |
| 24 | Francia (bandiera)        | D     | Hervé Alicarte   |
| 25 | Jugoslavia (bandiera)     | C     | Ivan Vukomanović |
| 26 | Spagna (bandiera)         | A     | Iván Pérez Muñoz |
| 27 | Guinea (bandiera)         | A     | Pascal Feindouno |
| 32 | Francia (bandiera)        | D     | Jérémy Stinat    |

## Risultati

### Coppa UEFA
| Arbitro: | Young |

|                 |           |            |
| Hatz 23’ (aut.) | Marcatori | 65’ Freund |

| Arbitro: | Radovan |

|            |           |                          |
| Wagner 43’ | Marcatori | 28’ Alicarte 87’ Diabaté |

| Arbitro: | Treossi |

|  |           |             |
|  | Marcatori | 44’ Wiltord |

| Arbitro: | Ansuátegui Roca |

|                       |           |              |
| Micoud 9’ Wiltord 85’ | Marcatori | 8’ Jochemsen |

| Arbitro: | Uzunov |

|                                                |           |                            |
| Q'avelashvili 20’ Türkyilmaz 32’ Comisetti 53’ | Marcatori | 5’, 73’ Micoud 19’ Wiltord |

| Bordeaux 8 dicembre 1998, ore 19:30 (CET) Ottavi di finale - Ritorno | Bordeaux | 0 – 0 referto | Grasshoppers | Parc Lescure (18.000 spett.)\| Arbitro: \| Wójcik \| |
| Arbitro:                                                             | Wójcik   |               |              |                                                      |

| Arbitro: | Melo Pereira |

|                        |           |            |
| Micoud 40’ Wiltord 45’ | Marcatori | 85’ Crespo |

| Arbitro: | Pedersen |

|                                                              |           |  |
| Crespo 37’, 66’ Chiesa 43’, 59’ Sensini 48’ Balbo 89’ (rig.) | Marcatori |  |